# Pooier

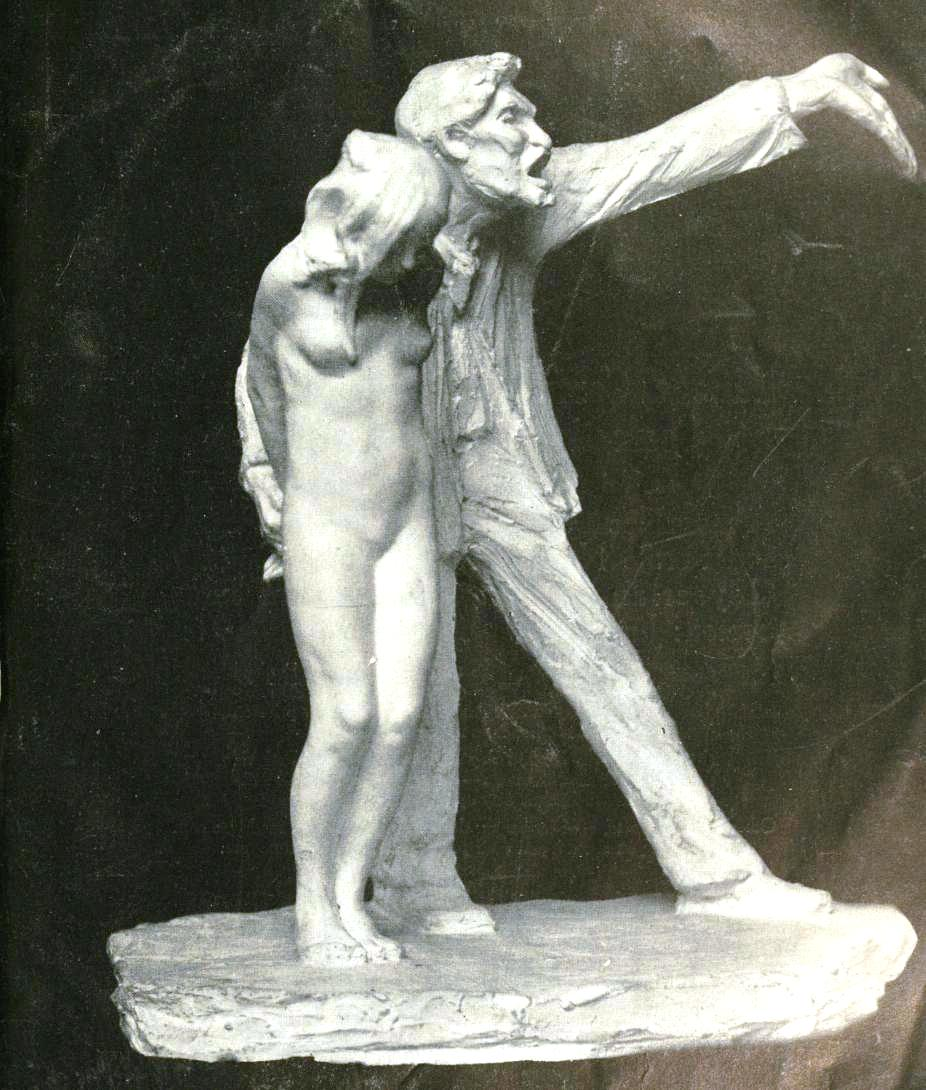
The White Slave. 19e-eeuws beeldje van een pooier en een prostituee.

Een pooier, ook souteneur (uit het Frans), pimp (uit het Engels) of bikker, is een man die anderen als prostituee laat werken. Een vrouwelijke pooier heet een madam.
Een pooier beschermt zijn prostituees tegen lastige en agressieve klanten. Soms bestaat er een liefdesrelatie. In de praktijk is er vaak sprake van een parasitaire relatie: de prostituee verdient het geld en draagt het af aan de pooier. De pooier zorgt er vaak voor dat het meisje afhankelijk van hem is en blijft. De methoden hiervan variëren van overredingskracht tot het meisje verslaafd maken, haar schulden bij hem laten oplopen, bedreiging en zelfs mishandeling.

Volgens de Amsterdamse arts Jan Groothuyse was de relatie echter vaak omgekeerd; pooiers waren volgens hem veelal zielige figuren die onder de plak zaten bij een vrouw die behept was met sensatiezucht en pronkzucht.

## Strafmaat

### België
In België is het pooierschap strafbaar. Er geldt een gevangenisstraf van 1 tot 5 jaar en een geldboete van 500 tot 25.000 euro, te vermeerderen met opdeciemen. De straf kan echter oplopen tot 10 jaar gevangenisstraf en een geldboete van 100.000 euro indien er sprake is van geweld of misbruik wordt gemaakt van de kwetsbare positie van het slachtoffer, te vermeerderen met opdeciemen. Nog hogere straffen worden opgelegd indien het slachtoffer jonger is dan 18 jaar, oplopend tot opsluiting van 20 jaar.

### Nederland
Van 1911 tot 2000 gold in Nederland het pooierverbod. Dit verbod richtte zich op degene 'die als souteneur voordeel trekt uit de ontucht van eene vrouw'. Het souteneren was als overtreding tegen de openbare orde strafbaar gesteld in art. 432 (oud) Sr. De straf was maximaal drie jaar.
In 2000 werd het pooierverbod afgeschaft.

### Suriname
Een pooier kan op grond van artikel 503.3o van het Wetboek van Strafrecht van Suriname een maximumstraf van 6 weken krijgen.

## Bekende pooiers
Bekende madams (de vrouwelijke tegenhanger van de pooier) zijn opgenomen in het artikel Madam.
| Land             | Plaats                 | Pooier                         |
| ---------------- | ---------------------- | ------------------------------ |
| Verenigde Staten | Deadwood               | Al Swearengen (1845-1904)      |
| Nederland        | Amsterdam              | Charles Geerts (1943-2024)     |
| Thailand         | Bangkok                | Chuwit Kamolvisit (1961-)      |
| Frankrijk        | Kuurne, Ronse, Doornik | Dominique Alderweireld (1950-) |
| Duitsland        | Berlijn                | Hans Helmcke (1917-1973)       |
| Nederland        | Linne                  | Leo de Klein (1939-2017)       |